# 秦时中
秦时中（？—？），浙江会稽人，清朝政治人物。

## 生平
1814年接替潘觐光任福建永安县知县一职，1814由林启泰接任。